# Elfriede (Schiff, 1904)
Die Elfriede ist ein im Jahre 1904 gebauter Ewer, der seit 1998 als Museumsschiff im Museumshafen Oevelgönne in Hamburg-Övelgönne. liegt.

## Geschichte
Die Elfriede wurde 1904 auf der Werft von J. H. Jacobs in Moorrege an der Pinnau (Kreis Pinneberg, Schleswig-Holstein) für den Schiffer C. Wilhelmi aus Bützfleth gebaut und am 4. November 1904 ins Schiffsregister eingetragen. Der aus genietetem Stahl gefertigte Rumpf ist 14,75 m lang und 4,57 m breit und hat 1,09 m Tiefgang. Das Schiff verdrängt 27 Tonnen. 
Das als Gaffelslup getakelte Schiff mit seinen 72 m² Segelfläche, ein sogenannter Lühe-Ewer, wurde bis 1951 unter sechs verschiedenen Eigentümern für die Beförderung der unterschiedlichsten, saisonbedingten Frachten auf der Niederelbe, den kleinen Kanälen und den Nebenflüssen wie Lühe, Este, Stör und Oste benutzt. Neben Stückgut wurden auch Massengüter wie Steine, Getreide, Kreide, Zement, Torf usw. verfrachtet. Im Jahre 1920 wurde das Schiff motorisiert. Der Einbau eines stärkeren 6-Zylinder-Dieselmotors von 60 PS im Jahre 1926 erweiterte das Fahrgebiet erheblich und machte es auch möglich, frisches Gemüse und insbesondere Obst aus dem Alten Land nach Berlin zu bringen. Die Segel und die beiden Seitenschwerter waren damit überflüssig geworden, und der Schiffer konnte nun geschützt im Ruderhaus fahren. Heimathäfen waren nach Bützfleth Abbenfleth, Barnkrug und schließlich Assel.
Eine notwendige Reparatur 1951 war so kostspielig, dass das Schiff stattdessen als nunmehr unrentabel verkauft wurde. Der neue Besitzer verlängerte den Rumpf um zwei Meter, goss den Schiffsboden mit Beton aus, stellte darauf in die offene Luke einen Bagger und machte die Elfriede somit zum Schwimmkran. Als solcher diente das Schiff bis 1963. Dann wurde es stillgelegt und ausgeschlachtet. Die nächsten 20 Jahre lag der Schiffsrumpf bei Wischhafen am Ufer der Elbe im Schlamm und wurde allmählich von Vegetation überwuchert.

## Museumsschiff
1984 erwarb das Altonaer Museum den völlig ausgeschlachteten Rumpf und ließ das Schiff in den Jahren 1984–1990 in Hamburg restaurieren. Der oben offene Rumpf wurde geborgen, auf eigenem Kiel nach Hamburg zur Ausbildungsabteilung der HDW geschleppt und dort „zur Behandlung“ auf Land gelegt. Die Reinigungs- und Sandstrahlarbeiten ergaben eine Vielzahl von Hinweisen auf den alten Stahlplatten zum ursprünglichen Aussehen des Rumpfes. Weitere Aufschlüsse ergaben sich aus noch aufgefundenen amtlichen Unterlagen, dem Bauvertrag von 1904 und einem Werfthalbmodell. Bei der Restauration und Rekonstruktion wurden die alten Bautechniken verwendet. Kleine technische Änderungen waren allerdings notwendig, da der Rumpf nach der Verkürzung um zwei Meter auf seine Originallänge nicht mehr stabil genug war, um heutigen Sicherheitsanforderungen zu genügen. Die maschinenbaulichen Arbeiten einschließlich Endmontage der Maschinenanlage wurden von der Ausbildungsabteilung von Blohm + Voss  durchgeführt. Mitte 1989 konnte die Elfriede dann zur Firma Ökologische Technik e.V. in Finkenwerder überführt werden, wo die Endausrüstung vorgenommen wurde.
Die Elfriede, Unterscheidungssignal DFZL, liegt heute im Museumshafen Oevelgönne und wird ehrenamtlich von einem Förderkreis unterhalten und besegelt.